# Дорогичівська сільська рада
Дороги́чівська сільська́ ра́да — адміністративно-територіальна одиниця та орган місцевого самоврядування в Заліщицькому районі Тернопільської області. Адміністративний центр — село Дорогичівка.

## Загальні відомості
- Територія ради: 15,59 км²
- Населення ради: 880 осіб (станом на 2001 рік)

## Населені пункти
Сільській раді були підпорядковані населені пункти:
- с. Дорогичівка

## Склад ради
Рада складалася з 14 депутатів та голови.
- Голова ради: Перців Василь Степанович
- Секретар ради: Халак Ганна Василівна

### Керівний склад попередніх скликань
| Прізвище, ім'я, по батькові | Основні відомості                                                               | Дата обрання | Дата звільнення |
| --------------------------- | ------------------------------------------------------------------------------- | ------------ | --------------- |
| Перців Василь Степанович    | Сільський голова, 1961 року народження, освіта середня спеціальна, безпартійний | 26.03.2006   | 31.10.2010      |
| Перців Василь Степанович    | Сільський голова, 1961 року народження, освіта середня спеціальна, безпартійний | 31.10.2010   |                 |

Примітка: таблиця складена за даними сайту Верховної Ради України

### Депутати
За результатами місцевих виборів 2010 року депутатами ради стали:

#### За суб'єктами висування
| Суб'єкт висування               | Кількість обраних депутатів | %    |
| ------------------------------- | --------------------------- | ---- |
| Самовисування                   | 13                          | 92,9 |
| Політична партія «Наша Україна» | 1                           | 7,1  |

#### За округами
| № округу                        | Прізвище, ім'я, по батькові   | Дата визнання обраним | Освіта             | Партійна приналежність                | Відомості про обраного депутата       |
| ------------------------------- | ----------------------------- | --------------------- | ------------------ | ------------------------------------- | ------------------------------------- |
| Політична партія «Наша Україна» |                               |                       |                    |                                       |                                       |
| 13                              | Халак Ганна Василівна         | 01.11.2010            | середня спеціальна | член Політичної партії «Наша Україна» | тимчасово не працює                   |
| Самовисування                   |                               |                       |                    |                                       |                                       |
| 1                               | Кравчук Ольга Василівна       | 01.11.2010            | середня спеціальна | позапартійна                          | тимчасово не працює                   |
| 2                               | Маланич Василь Іванович       | 01.11.2010            | середня            | позапартійний                         | тимчасово не працює                   |
| 3                               | Ратушняк Володимир Григорович | 01.11.2010            | середня            | позапартійний                         | тимчасово не працює                   |
| 4                               | Бамбурак Лев Григорович       | 01.11.2010            | вища               | позапартійний                         | тимчасово не працює                   |
| 5                               | Тарабалко Василь Васильович   | 01.11.2010            | середня спеціальна | позапартійний                         | тимчасово не працює                   |
| 6                               | Маціборко Павло Васильович    | 01.11.2010            | середня            | позапартійний                         | тимчасово не працює                   |
| 7                               | Тришак Інна Романівна         | 01.11.2010            | вища               | позапартійна                          | Відділення зв'язку, начальник         |
| 8                               | Барицька Віра Василівна       | 01.11.2010            | середня спеціальна | позапартійна                          | Дорогичівська сільська рада, секретар |
| 9                               | Барицька Оксана Богданівна    | 01.11.2010            | вища               | позапартійна                          | тимчасово не працює                   |
| 10                              | Шевчук Роман Григорович       | 01.11.2010            | середня            | позапартійний                         | Дорогичівська амбулаторія, водій      |
| 11                              | Халак Василь Петрович         | 01.11.2010            | середня            | позапартійний                         | тимчасово не працює                   |
| 12                              | Загайкевич Олексій Васильович | 01.11.2010            | середня спеціальна | позапартійний                         | тимчасово не працює                   |
| 14                              | Маціборко Григорій Васильович | 01.11.2010            | середня            | позапартійний                         | тимчасово не працює                   |